# Repsol

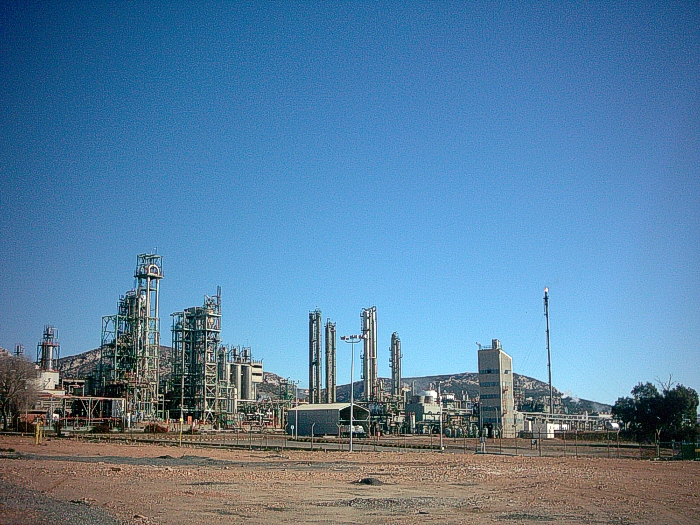
Repsol raffinaderij in Puertollano.

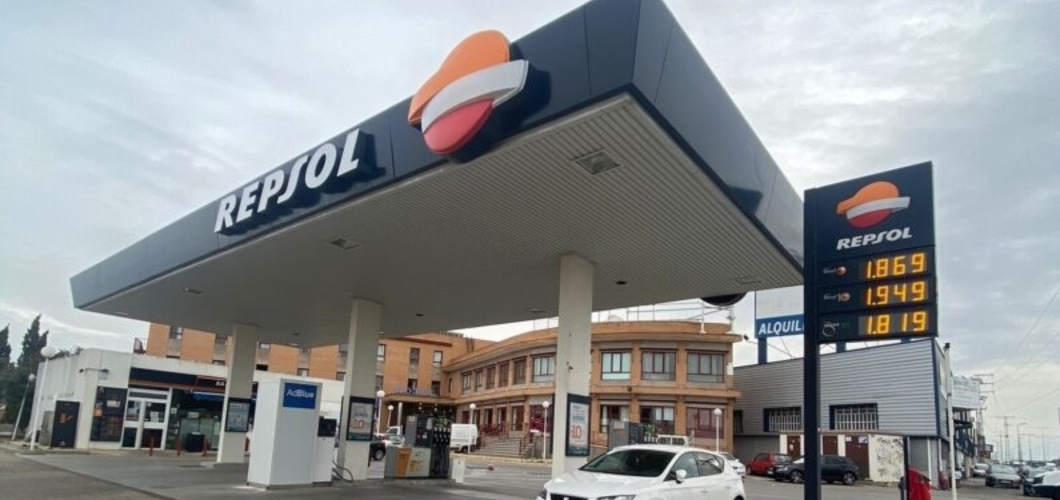
Repsol benzinestation in Spanje.

Repsol is een Spaanse olie- en gasmaatschappij en tankstationketen. Repsol is actief in zo'n 29 landen, maar het zwaartepunt ligt nog altijd in Spanje. Het hoofdkantoor is gevestigd in Madrid.

## Historie
In oktober 1987 werd Repsol opgericht. In dit bedrijf werden alle belangen ondergebracht van de Spaanse overheid op het gebied van oliewinning, raffinage en distributie. Bedrijven die in Repsol opgingen waren onder andere, het oliewinbedrijf Hispanoil, de raffinaderijen van ENPETROL en CAMPSA. CAMPSA, of voluit Compañía Arrendataria del Monopolio de Petróleos S.A, was het oudste bedrijf waarvan de historie teruggaat tot 1927. Twee jaar later introduceerde de staat de aandelen Repsol op de beurs en verkocht het 26% van de aandelen. In 1997 werd de privatisering afgerond met de verkoop van het resterende 10% belang in handen van de staat. De aandelen van Repsol zijn genoteerd aan de Bolsa de Madrid en het bedrijf maakt onderdeel uit van de IBEX-35 aandelenindex.
In 1999 nam Repsol de Argentijnse energiemaatschappij Yacimientos Petrolíferos Fiscales (YPF) over. De nieuwe naam werd Repsol YPF. Dit gebeurde tijdens de controversiële privatiseringen onder president Carlos Menem van Argentinië. Repsol YPF stond in 2005 13e op de lijst van grootste oliemaatschappijen, gebaseerd op omzet.
Op 26 januari 2006 maakte Repsol YPF bekend dat het bedrijf, net als het Nederlands-Britse Shell in 2004, de berekening van de bewezen reserves naar beneden moest bijstellen. Antonio Brufau, een topbestuurder van Repsol YPF, verklaarde die dag dat de maatschappij de olie- en gasreserves met 1,25 miljard vaten verlaagde. Voor deze aankondiging had Repsol YPF reserves van 4,9 miljard vaten en met deze verklaring daalde de reserves met een kwart. De daling trad vooral op in Bolivia, Argentinië en Venezuela.
In april 2012 maakt het Argentijnse regering van Cristina Fernández de Kirchner bekend YPF te willen renationaliseren. De overheid wil 51% van de aandelen van YPF in handen krijgen; Respol heeft nu nog een belang van ruim 57%. Argentinië kampt met economische problemen en heeft de energieprijzen laag gehouden om de inflatie te beheersen. Vanwege deze lage binnenlandse energieprijzen zijn de investeringen in het zoeken naar en winnen van aardolie en aardgas in Argentinië beperkt geweest. Het land moet nu veel olie importeren. De regering wil met deze nationalisatie de eigen olieproductie stimuleren. Repsol is bang dat de vergoeding laag zal zijn en de Spaanse regering heeft fel geprotesteerd tegen deze Argentijnse plannen. Na twee jaar onderhandelen bereikten partijen in mei 2013 een overeenkomst. Ondanks een eis van een schadevergoeding van US$ 10,5 miljard accepteerde het bestuur van Repsol een tegenbod van US$ 5 miljard in obligaties. In 2012 schrapte het Spaanse oliebedrijf de toevoeging YPF van de bedrijfsnaam. In mei 2014 had Repsol alle Argentijnse obligaties verkocht en ook het resterende aandelenbelang in YPF.
Begin 2013 verkocht Respol de activiteiten op het gebied van LNG aan Royal Dutch Shell. Shell nam alleen die activiteiten over buiten Noord-Amerika, zoals Atlantic LNG in Trinidad en Tobago en Peru LNG in Peru met een LNG jaarproductie van zo’n 7 miljoen ton. Repsol ontving US$ 4,4 miljard en realiseerde een boekwinst van US$ 3,5 miljard op de verkoop. Het geld wordt gebruikt voor de aflossing van schulden.
In de zomer van 2014 raakte Repsol in gesprek met de Canadese groep Talisman Energy, maar deze gesprekken leidde tot niets. Na de scherpe daling van de olieprijs legt Repsol in december 2014 een nieuw overnamebod op tafel van US$ 8,3 miljard (circa €6,6 miljard). Repsol heeft nog geld in kas na de geforceerde verkoop van YPF. Het bestuur van Talisman stemt in. Met de Talisman overname worden de belangen in olie- en gasreserves in Noord-Amerika, Zuidoost-Azië en de Noordzee uitgebreid. De productie van Repsol zal met zo’n 75% toenemen tot 680.000 vat olie-equivalent (BOE) per dag en de reserves met 55% naar meer dan 2,3 miljard BOE. Per 1 januari 2016 is de naam Talisman Energy gewijzigd in Repsol Oil & Gas Canada.
In september 2022 verkocht Repsol een aandelenbelang van 25% in de upstream activiteiten aan de Amerikaanse investeringsmaatschappij EIG. EIG betaalt voor dit minderheidsbelang €4,8 miljard en Repsol blijft de beheerder van de velden en activa. Het onderdeel produceert jaarlijks zo'n 590.000 vaten BOE. De twee hebben verder afgesproken dat na 2026 de mogelijkheid wordt bekeken het bedrijfsonderdeel naar de beurs te brengen. Repsol gaat de verkoopopbrengst gebruiken voor investeringen in de energietransitie, met name in hernieuwbare energie.

## Activiteiten
Repsol is actief in de volledige energiebedrijfsketen; het wint aardolie en aardgas, verwerkt deze in de eigen raffinaderijen, heeft chemische fabrieken en een verkooporganisatie met eigen tankstations.
Er zijn vier bedrijfsonderdelen:
- Exploration & Production: het zoeken naar olie- en aardgasreserves en het produceren uit deze velden.
  - De belangrijke olie- en gasbronnen van de maatschappij liggen in Latijns-Amerika, waaronder Trinidad en Tobago, Peru, Venezuela, Bolivia, Colombia en Ecuador, en na de overname van Talisman ook in Noord-Amerika. Meer recent Repsol actief geworden in de Golf van Mexico en voor de kust van Brazilië. In 2024 produceerde Repsol 571.000 vaten olie-equivalent per dag, waarvan ongeveer twee derde als aardgas. Op 31 december 2024 beschikte de onderneming over gas- en oliereserves van 1747 miljoen vaten olie-equivalent.
- Industrial: olieraffinage en petrochemie, inclusief transport en handel in ruwe olie, aardgas en fossiele brandstoffen, maar ook nieuwe producten zoals waterstof, duurzame biobrandstoffen en synthetische brandstoffen.
  - De zes raffinaderijen, vijf in Spanje (in Cartagena, A Coruña, Bilbao, Puertollano en Tarragona) en één in Peru hebben een gezamenlijke capaciteit van iets meer dan 1 miljoen vaten olie per dag. In 2024 werd 43,3 miljoen ton olie doorgezet. In hetzelfde jaar werd voor twee miljoen ton aan petrochemische producten afgezet.
- Customer: de verkoop van brandstof zoals benzine, diesel, kerosine voor vliegtuigen, vloeibaar petroleumgas, biobrandstoffen, enz.
  - In 2024 had Repsol over heel Europa en de rest van de wereld 4504 verkooppunten van olie- en gasproducten, waarvan 3795 in Europa.
- Low-Carbon Generation (LCG): opwekken van elektriciteit met hernieuwbare energiebronnen en aardgas. 
  - In 2024 was het opgesteld vermogen 5876 MW. Er werd in totaal 7785 GWh aan elektriciteit opgewekt, waarvan een kwart met gascentrales en de rest uit duurzame energiebronnen, zoals wind, zon en water.

Van de vier onderdelen levert Industrial de grootste bijdrage aan de omzet, maar levert een even grote bijdrage aan het bedrijfsresultaat als Exploration & Production.
Agip (Eni) · Aral · Argos Oil · AVIA · BP · Esso · Gulf Oil · IQ-Diskont · JET · LUKoil · MOL · OCTA+ · OK Nederland · OMV · Orlen · Preem · Q8 · Repsol · Shell · Statoil · Tamoil · Texaco · Total

Onbemande tankstations in België en Nederland: AVIA Xpress · amiGo · DATS 24 · Esso Express · Firezone · OK Express · Q8 Easy · Shell Express · Tamoil Express · Tango · Tinq · Total Express